# Comité Paralímpico de Granada
El Comité Paralímpico de Granada es el comité paralímpico nacional que representa a Granada. Esta organización es la responsable de las actividades deportivas paralímpicas en el país. Es miembro del Comité Paralímpico Internacional y del Comité Paralímpico de las Américas.